# B.T. Express
B.T. Express (Brooklyn Trucking Express) was een in 1972 geformeerde Amerikaanse funk/discoband onder de naam King Davis House Rockers, die later werd gewijzigd in B.T. Express. De band werd ontbonden in 1981.

## Bezetting
- Barbara Joyce Lomas[5] (zang)
- Bill Risbrook[6] (saxofoon, zang)
- Dennis Rowe[7] (percussie)
- Rich Thompson[8] (gitaar)
- Carlos Ward[9] (saxofoon, fluit)
- Michael Jones[10] (Kashif) (keyboards, 1976 tot 1979)
- Wesley Hall[11] (leadgitaar, zang)
- Leslie Ming[12] (drums)
- Louis Risbrook[13] (basgitaar, toetsen, zang)

Keyboardspeler Michael Jones verliet later de band en nam onder zijn artiestennaam Kashif enkele platen op en had enkele hits in het genre r&b tijdens de jaren 1980.

## Geschiedenis
Destijds bestond de band uit Rich Thompson op leadgitaar en Bill Risbrook op tenorsaxofoon, die de kern vormden van King House Rockers. Ook in de band waren Louis Risbrook op bas, de broer van Bill op solo fluit, altsax, piccolo en klarinet, Olando T. Woods op drums, zangeres Barbara Joyce Lomas en Dennis Rowe op conga's. De in Panama geboren Carlos Ward had gespeeld met het John Coltrane Octet, Don Cherry, Pharoah Sanders en McCoy Tyner. Barbara Joyce Lomas, die uit Alabama kwam, zong bij The Uptights op hun single Free at Last/You Git's None of This, uitgebracht bij Skye Records

### De beginjaren
De band maakte deel uit van de Brooklyn sound van de vroege jaren 1970, geformeerd uit drie spelers van de band King Davis House Rockers. The House Rockers waren een lokale dansband die een paar obscure singles had uitgebracht (We All Make Mistakes Sometimes (1967) bij Verve Records en Rum Punch (1972)).
De single Baby You Satisfy Me/We All Make Mistakes Sometimes werd toegekend aan King Davis House Rockers met Richard Thomas en werd uitgebracht bij Verve Records in februari 1967. In 1969 produceerde de band What Do I Have to Do/We All Make Mistakes Sometimes, toegekend aan Rich Thompson, uitgebracht bij Columbia Records. Er was ook de single Holiday in Love/Rum Punch van The Visitors, die werd uitgebracht bij Airways. Deze werd gecomponeerd door L. Risbrook, C. Ward en C. Stephenson, mede geproduceerd door Stephenson en King Davis en uitgebracht bij Straker's Records met Rum Punch als de A-kant.
De drie spelers (gitarist Richard Thompson, tenorsaxofonist Bill Risbrook en altsaxofonist Carlos Ward) vormden Madison Street Express samen met bassist Louis Risbrook (later Jamal Rasool met een moslimnaam), percussionist Dennis Rowe, drummer Terrell Wood en zangeres Barbara Wood.

### B.T. Express
De leden van Madison Street Express en producent Jeff Lane tekenden een contract bij productiebedrijf Roadshow Records om Do It ('Til You're Satisfied) van schrijver Billy Nichols op te nemen, die zich plaatste in de Billboard Hot 100 (#2) en de Hot Dance Music/Club Play-hitlijst(#1). De plaat werd verkocht aan grote labels totdat hij werd geaccepteerd bij Scepter Records. Scepter stelde voor dat de band de naam zou veranderen van Madison Street Express naar Brooklyn Transit Express. De single werd uitgebracht in augustus 1974 en bereikte de top 10. Lane nam de band op dat moment mee terug naar de studio's om een tweede single en een volledig album voor het label op te nemen. Scepter stemde in met de lp en met Roadshow Records met een eigen label binnen Scepter Records.
De eerste twee singles waren hits, beide nummer 1 r&b-publicaties en beide Top 5-popsingles in de Verenigde Staten. Het album bereikte in de Verenigde Staten nummer 1 in de r&b-albumhitlijst en nummer 5 in de pop-albumhitlijst. Deze opnamen waren ook hits in de zich verspreidende discocultuur. Do It ('Til You're Satisfied) piekte op clubafspeellijsten voordat Billboard een aparte discohitlijst begon, maar de vervolgsingle stond vijf weken op nummer 1 en werd gecertificeerd met goud. Ook de opvolgende single Express (#4) plaatste zich in de Billboard Hot 100. Er volgden nog enkele top 100-klasseringen, echter na het album Shout verminderde het succes.
B.T. Express bracht tot en met 1978 jaarlijks een album uit. Bij het derde album werd Leslie Ming binnengehaald als drummer en Michael Jones als toetsenist. Jamal, die zich tot de islam had bekeerd, gaf Jones de naam Kashif Saleem, die hij gebruikte nadat hij de band in 1979 verliet om te produceren (Mighty M Productions met Morrie Brown en Paul Laurence Jones) en solo-opnamen te ondernemen. Dat jaar verlieten ook songwriter Billy Nichols en drummer Leslie Ming de band. In 1976 ondervond Scepter Records zakelijke problemen waardoor het bedrijf er al snel een einde aan maakte. B.T. Express kreeg een distributieovereenkomst met Columbia Records, wat ertoe leidde dat er minder aandacht werd besteed aan hun productie, omdat er zoveel acts waren om zich op te concentreren. De band bereikte bij Columbia niet het niveau van radio- of verkoopsucces dat ze hadden bij het inmiddels ter ziele gegane Scepter. Ze bleven vijf jaar bij Columbia, waarbij Lane tot 1978 produceerde, waarna Nichols hun vijfde album produceerde voordat hij vertrok voor solowerk en Morrie Brown de zesde lp en verschillende vervolgnummers produceerde. B.T. Express namen tot 1980 volledig afscheid van de hitlijsten en probeerden in 1980 met B.T. Express een comeback, echter vond alleen Give up the Funk (Let's Dance) (#24) de weg naar de top 30. De band stapte over naar Coast To Coast Records voor de lp uit 1982, naar Earthtone Records voor een latere single uit 1982 en naar het eigen label van King Davis in 1985.

## Overlijden
Michael Jones, later bekend als Kashif, overleed op 25 september 2016 op 59-jarige leeftijd in zijn huis in de wijk Playa del Rey in Los Angeles.

## Discografie

### Singles
- 1974: Do It ('Til You're Satisfied)
- 1974: Once You Get It
- 1975: Express
- 1975: Peace Pipe
- 1975: Give It What You Got
- 1977: Shoot It Out
- 1980: Give Up the Funk

### Albums
- 1974: Do It 'Til You're Satisfied
- 1975: Non-Stop
- 1976: Energy to Burn
- 1977: Function at the Junction
- 1978: Shout!
- 1980: Greatest Hits
- 1980: B. T. Express
- 1982: Keep It Up